# Васькова
Васькова (Васьковий потік) — річка в Українських Карпатах, у межах Іршавського району Закарпатської області. Права притока Кушниці (басейн Боржави).

## Опис
Довжина 10 км, площа басейну 35,5 км². Похил річки 87 м/км. Річка типово гірська. Долина вузька і глибока (місцями ущелиноподібна), заліснена (крім пониззя). Заплава переважно відсутня або одностороння. Річище слабозвивисте.
Витоки:
| Ліві            | Праві   |
| --------------- | ------- |
| Верешіл         | Линучик |
| Путна           |         |
| Репинна         |         |
| Сільський потік |         |

## Розташування
Васькова бере початок на північ від села Лисичово, при південно-західних схилах гірського масиву Полонина Боржава. Тече переважно на південь, у пониззі — на південний захід. Впадає до Кушниці в північно-східній частині села Лисичово.

## Цікаві факти
- У минулому долиною річки проходила одна з гілок Боржавської вузькоколійної залізниці.
- Долиною річка пролягає шлях до пішохідного перевалу Присліп.

## Світлини

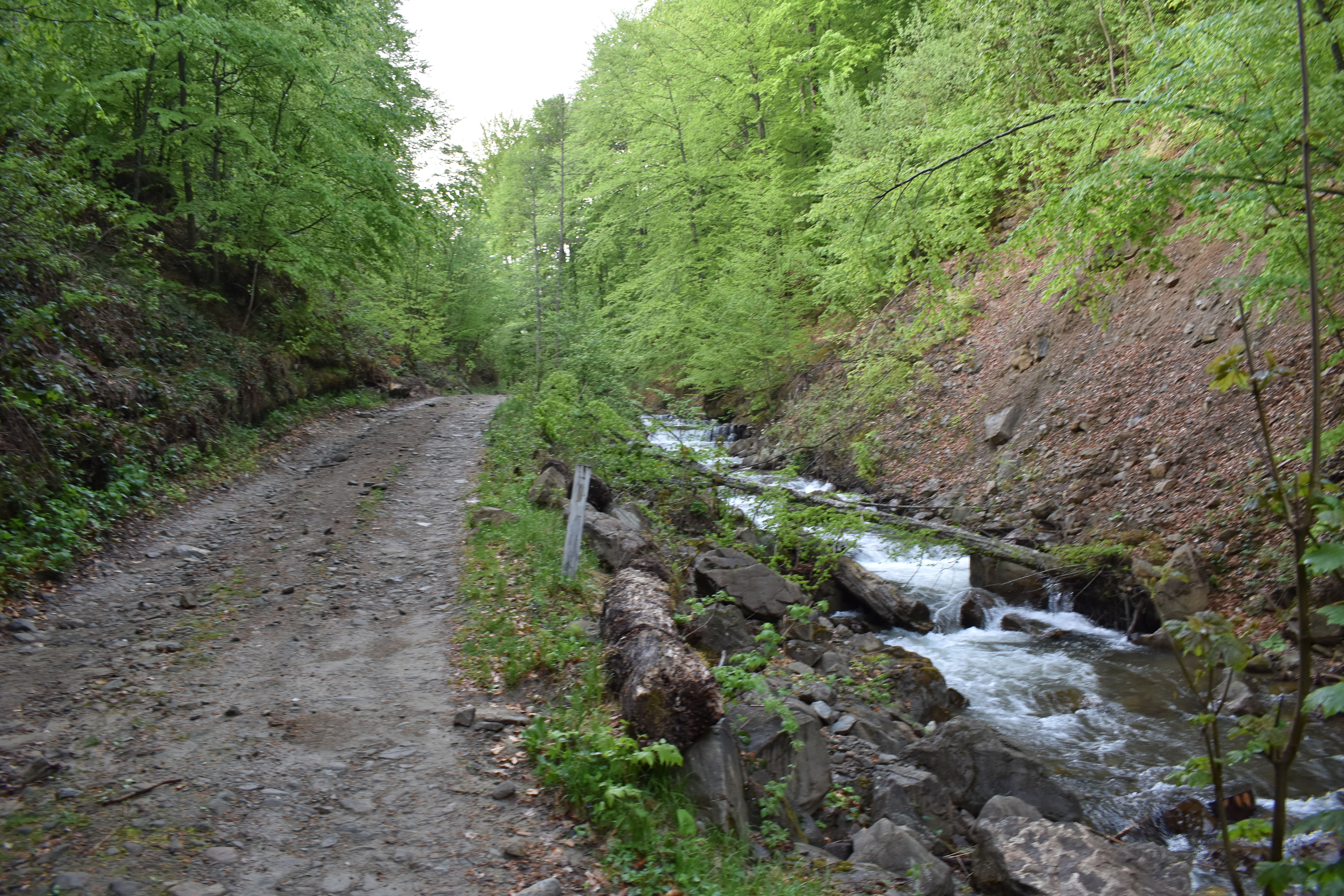
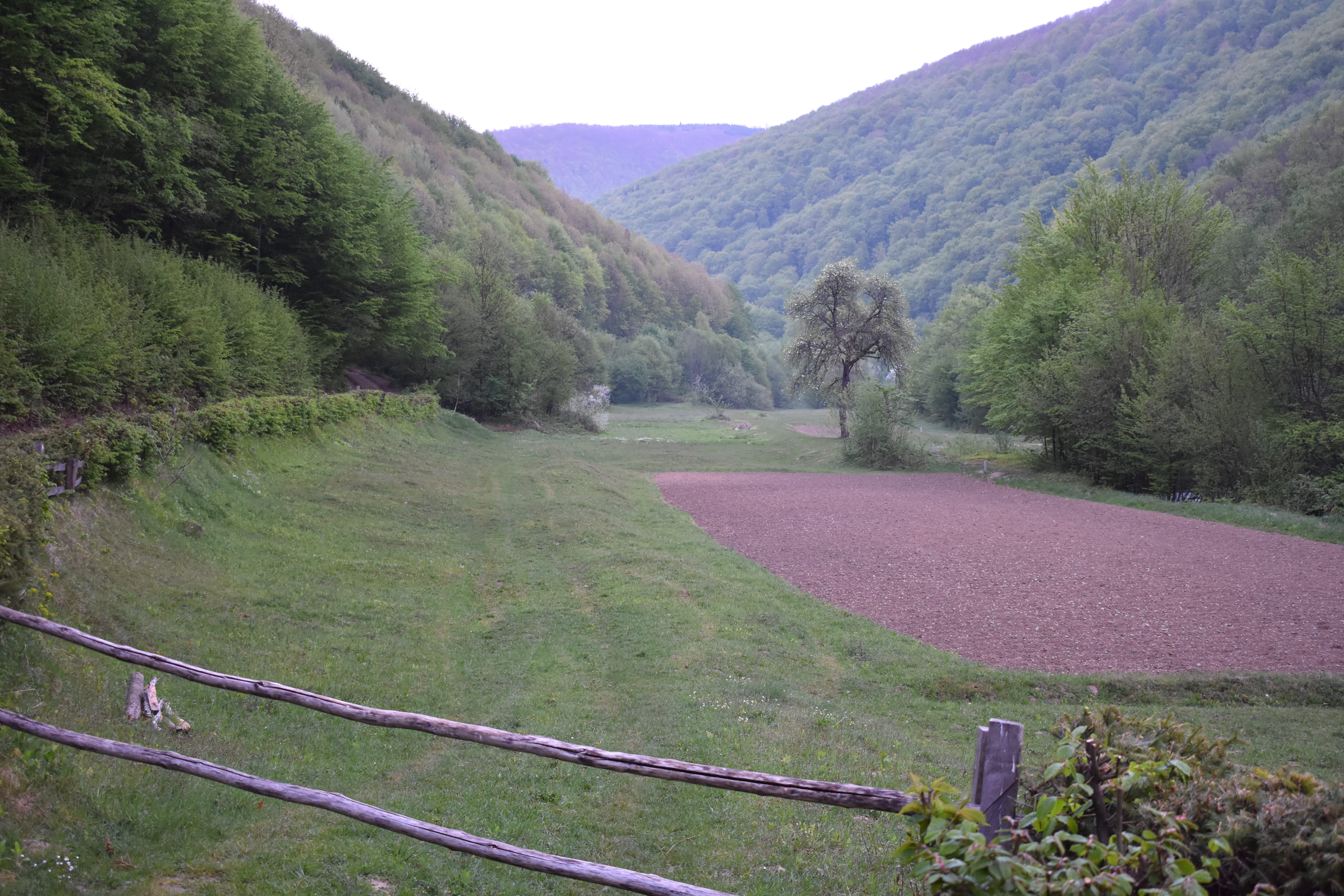
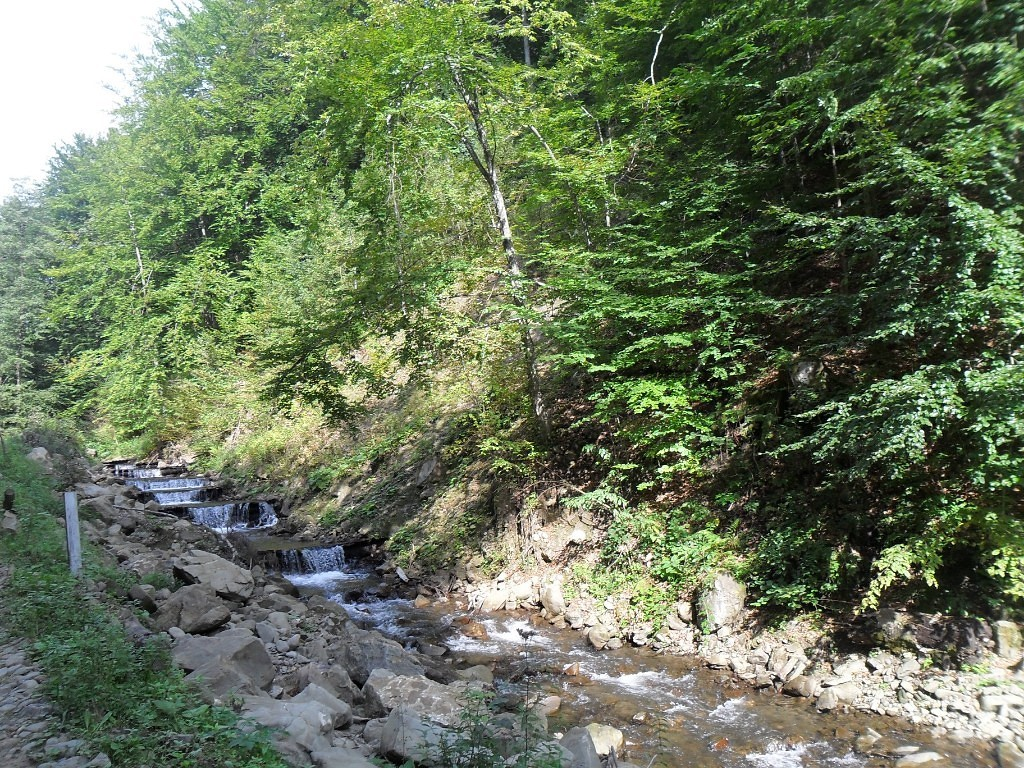